# Казе Сауделе ди Сопра (Авелино)
Казе Сауделе ди Сопра је насеље у Италији у округу Авелино, региону Кампанија.
Према процени из 2011. у насељу је живело 75 становника. Насеље се налази на надморској висини од 337 м.